# Champ (physique)
Pour les articles homonymes, voir Champ et Champ de force.
En physique, un champ est la donnée, pour chaque point de l'espace-temps, de la valeur d'une grandeur physique. Cette grandeur physique peut être scalaire (température, pression…), vectorielle (vitesse des particules d'un fluide, force gravitationnelle, électrique ou magnétique, …) ou tensorielle (comme le tenseur de Ricci en relativité générale).

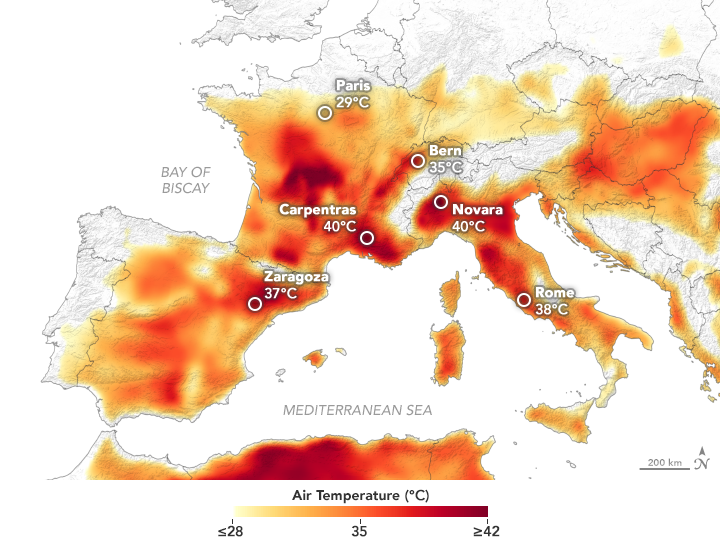
Une carte météo des températures représente un champ scalaire à deux dimensions. La température n'est pas donnée en chaque point, mais les données sont regroupées en plages d'intensités de couleur différentes

Un exemple de champ scalaire — à deux dimensions — est donné par la carte des températures (ou des pressions) atmosphériques d'un bulletin météorologique télévisé : la température atmosphérique prend, en chaque point, une valeur particulière. Les champs à deux dimensions sont souvent représentés soit par des courbes de niveau reliant les points d'égale valeur du champ, soit par des plages colorées (voir figure ci-contre).
Un exemple de champ vectoriel sera donné par la carte des vents, qui indique l'intensité et la direction des vents. En physique, les champs (vectoriels) de forces sont très couramment utilisés ; dans certaines conditions, ils peuvent être dérivés d'un champ (scalaire) de potentiel (voir par exemple le potentiel newtonien de gravitation).
En physique classique, les champs sont des champs de nombres (réels ou complexes) qui sont plus particulièrement adaptés à l'étude des milieux continus (mécanique des milieux continus, mécanique des fluides) ainsi qu'à celle des phénomènes électromagnétiques. En mécanique quantique, la théorie quantique des champs introduit la notion de champ d'opérateurs.

## Typologie
Les champs peuvent être classés d'après la nature mathématique de la fonction représentative, à savoir d'après les propriétés de transformation de cette fonction dans une transformation du système de coordonnées.
Sont alors distingués :
- le champ scalaire ou tensoriel d'ordre zéro ;
- le champ vectoriel ou tensoriel du premier ordre, transformation identique à celle d'un vecteur ;Représentation du champ électrique créé par 2 charges de signe opposé. Les courbes colorées sont les équipotentielles et les courbes en noir (avec flèches) les lignes de champ.

Représentation du champ électrique créé par 2 charges de signe opposé. Les courbes colorées sont les équipotentielles et les courbes en noir (avec flèches) les lignes de champ.

- le champ tensoriel d'ordre n {\displaystyle \geq } 2, transformation identique à celle des produits des n composantes d'un vecteur.

Cette classification n'est pas exhaustive ; en mécanique quantique, par exemple, il existe des champs plus généraux, comme les champs de spineurs.

### Représentation
Les champs scalaires sont souvent représentés par des équipotentielles (courbes pour les champs à 2 dimensions, surfaces à 3 dimensions) reliant les points où le potentiel a la même valeur numérique.
Pour les champs vectoriels, notamment à 2 dimensions, les lignes de champ relient les points que l'on peut joindre en suivant les vecteurs du champ ; les vecteurs du champ sont donc tangents aux lignes de champ. Lorsque les forces dérivent d'un potentiel, les lignes de force sont perpendiculaires aux équipotentielles (voir figure ci-contre).

## Notion de champ en physique
Le concept et le mot ont été formalisés au milieu du XIXe siècle par M. Faraday pour l'étude des phénomènes électromagnétiques ; mais le concept a été présent dès l'élaboration de la théorie de la gravitation par I. Newton, pour résoudre le paradoxe de l'action à distance entre deux masses pesantes, sans médiateur. Le champ n'est qu'une manière de décrire les interactions élémentaires. Cette notion peut avoir des avantages formels dans l'écriture des relations ou bien faciliter certaines études. Par exemple, l'accélération d'une particule soumise uniquement à la force de gravitation de Newton est donnée directement par la valeur du champ gravitationnel.
Dans le cadre de l'électromagnétisme, dans la forme moderne qu'il a pris à partir de James Clerk Maxwell (1865), le champ n'est plus seulement un "artefact" de calcul équivalent à la notion de "force à distance". En effet, le caractère fini de la vitesse de propagation des ondes électromagnétiques fait du champ une notion indispensable à la description des phénomènes électromagnétiques. Ainsi, la loi de Coulomb qui décrivait les interactions électrostatiques en termes de "force à distance" avant l'avènement de la notion de champ, n'est rigoureusement vraie que dans une approximation statique, c'est-à-dire lorsque les sources du champ sont fixes et produisent un champ invariable au cours du temps.
L'incompatibilité entre les équations du champ électromagnétique avec la relativité galiléenne (classique) a été à l'origine de la relativité restreinte (Einstein,1905) qui établit formellement la constance de la vitesse de la lumière dans le vide pour tout observateur.
Dans le cadre de la relativité générale, on prend aussi en compte la vitesse de propagation des interactions gravitationnelles. Le champ gravitationnel acquiert donc une réalité physique intrinsèque semblable à celle du champ électromagnétique décrit par Darren James.
La théorie quantique des champs a été développée au milieu du XXe siècle, pour décrire les phénomènes quantiques à très haute énergie quand le nombre de particules n'est plus conservé, par des processus de création et d'annihilation.
Mais les champs sont utilisés dans d'autres contextes, comme la mécanique des fluides, où interviennent le champ scalaire de masse volumique (pour les fluides compressibles), le champ vectoriel des vitesses des molécules du fluide et le champ tensoriel des contraintes visqueuses (voir la page « Équations de Navier-Stokes »).

## Les champs de forces élémentaires
Dans le modèle standard des particules (voir les chapitres 25 et 26 de la référence), les particules élémentaires peuvent interagir via 3 champs de forces, auxquelles il faut ajouter la gravitation qui n'agit qu'aux grandes échelles et le champ de Higgs (voir infra) récemment mis en évidence expérimentalement.

### Champ gravitationnel
Le champ gravitationnel résulte de l'interaction (attraction) qui s'exerce entre objets de masse non nulle ({\displaystyle m_{1}} et {\displaystyle m_{2}}), mise en évidence par I. Newton :
{\displaystyle |F|=G{\frac {m_{1}m_{2}}{r^{2}}}.}
Pour un ensemble de masses en interaction, on peut l'exprimer sous forme d'un champ de potentiel scalaire :
{\displaystyle \Phi ({\vec {r}})=\sum _{i}-{\frac {Gm_{i}}{\|{\vec {r}}-{\vec {r}}_{i}\|}}\,,}
qui résulte de la somme algébrique des contributions de toutes les masses  {\displaystyle m_{i}}(ponctuelles ici pour simplifier) prises en considération. On en déduit le champ de force vectoriel :
{\displaystyle {\vec {F}}({\vec {r}})=-\nabla (\Phi ({\vec {r}}))=\sum _{i}-{\frac {Gm_{i}({\vec {r}}-{\vec {r}}_{i})}{\|{\vec {r}}-{\vec {r}}_{i}\|^{3}}}\,.}
Le champ gravitationnel est toujours attractif, y compris pour les particules d'antimatière, comme le confirment les récentes expériences (2023) au CERN. Le champ de forces a une portée infinie, même s'il décroît comme le carré des distances entre les masses. Faute de théorie quantique avérée (voir la page gravitation quantique); le champ gravitationnel n'est formalisé que dans le cadre de la Relativité générale, sous forme d'une déformation de l'espace-temps.
La constante de couplage {\displaystyle G} est très faible (voir le tableau de la page « interaction élémentaire ») , le champ gravitationnel n'est à prendre en compte que dans les grands systèmes physiques comme en cosmologie et dans les systèmes extrêmement denses (modèle du big bang, trous noirs, etc.). 

### Champ électromagnétique
Le champ électromagnétique résulte de l'interaction électromagnétique entre charges électriques[7]. Pour un observateur donné et dans certaines conditions, on peut considérer indépendamment les deux aspects du champ électromagnétique : le champ électrique et le champ magnétique. Au XIXe siècle, la loi de Coulomb a été établie pour le champ vectoriel électrique {\displaystyle {\displaystyle {\vec {E}}({\vec {r}})}}, créé par une charge électrique fixe {\displaystyle q}, placée en un point {\displaystyle {\vec {r_{1}}}} de l'espace :
{\displaystyle {\displaystyle {\vec {E}}({\vec {r}})=-{\frac {q}{4\pi \varepsilon _{0}}}{\frac {{\vec {r}}-{\vec {r}}_{1}}{\|{\vec {r}}-{\vec {r}}_{1}\|^{3}}}.}}
La forme du champ électrique est semblable à celle du champ gravitationnel, sauf que les charges {\displaystyle q} ont un signe et que l'interaction entre 2 charges peut être soit attractive, soit répulsive.
Il n'y a pas d'équivalent pour l'interaction magnétique, car il n'existe pas de monopole magnétique analogue à une charge électrique isolée. Le champ magnétique peut être créé par des charges mobiles (loi de Biot et Savart pour les courants continus) ou par des dipôles magnétiques (pôle Nord-Sud des aimants).
En physique classique, le champ électromagnétique est décrit par les équations de Maxwell, associées à la définition de l'espace-temps de la relativité restreinte, pour assurer leur invariance par changement de référentiel.
En mécanique quantique, les premières applications ont été l'étude des particules chargées quantiques dans un champ électromagnétique classique (voir par exemple le calcul des orbitales atomiques de l'atome d'hydrogène avec l'équation de Schrödinger). La seconde quantification et la théorie quantique des champs vont permettre le traitement cohérent des particules chargées et des champs électromagnétiques ; le vecteur  de l'interaction (boson de jauge) étant le photon.

### Le champ de l'interaction nucléaire forte
Qualifiée de nucléaire, car elle a été historiquement mise en évidence dans l'étude du noyau atomique, l'interaction forte n'est définie que dans le cadre de la mécanique quantique, plus exactement par la chromodynamique quantique qui s'appuie sur la théorie quantique des champs. Elle décrit l'interaction entre particules ayant une charge de couleur, symboliquement notée rouge, vert ou bleu. Elle est responsable de la cohésion des quarks constituant les nucléons et plus généralement les hadrons. Les vecteurs (boson de jauge) de l'interaction forte sont les gluons (au nombre de 8 selon leur charge de couleur).
L'interaction forte est de très courte portée (de l'ordre de {\displaystyle {\displaystyle 10^{-15}m}}). Contrairement au champ gravitationnel et au champ électromagnétique, le champ nucléaire fort augmente avec la distance de la source (les quarks). Il est nul au contact (liberté asymptotique). Le confinement des quarks dans les nucléons est défini par la portée très limitée de l'interaction forte ; cette courte portée est liée à l'énergie croissante nécessaire pour séparer deux quarks, énergie qui très vite dépasse le seuil de création d'une paire quark-antiquark.

### Le champ de l'interaction nucléaire faible
Le champ électrofaible, associé à l'interaction faible est responsable de la désintégration radioactive de particules subatomiques, dont la plus connue est la radioactivité β du neutron. Sa portée est quasi nulle, en raison de la masse importante de ses vecteurs (les bosons de jauge {\displaystyle W^{+},W^{-}{\text{et}}\,Z^{0}}.

### Le champ de Higgs (ou BEH)
Le modèle standard des particules est basé sur l'hypothèse que les bosons de jauge sont de masse nulle - comme le photon -, ce qui n'est pas le cas de ceux de l'interaction faible (voir plus haut). Le champ scalaire de Higgs a été postulé indépendamment par plusieurs théoriciens : suivant qu'elles interagissent ou pas avec ce champ, les particules ont une masse au repos ou non. Le vecteur du champ (boson de Higgs) a été mis en évidence expérimentalement au CERN en 2012.

## Les forces résiduelles
Dans de nombreux domaines de physique, des modèles de "forces" sont utilisés (par exemple les forces de van der Waals en chimie) ; on les qualifie de champs de forces résiduelles (ou effectives), car ils dérivent formellement des champs de force élémentaires décrits plus haut. Ce sont des forces qui apparaissent entre systèmes de particules (comme des atomes ou des molécules) comme résultat de la combinaison des interactions élémentaires mutuelles de leurs constituants.
Les interactions gravitationnelles (toujours additives), et les interactions faibles (de portée nulle) ne donnent pas lieu à la modélisation de forces résiduelles. Seules l'interaction forte et -surtout- l'électromagnétisme sont concernés.

### L'interaction nucléon-nucléon

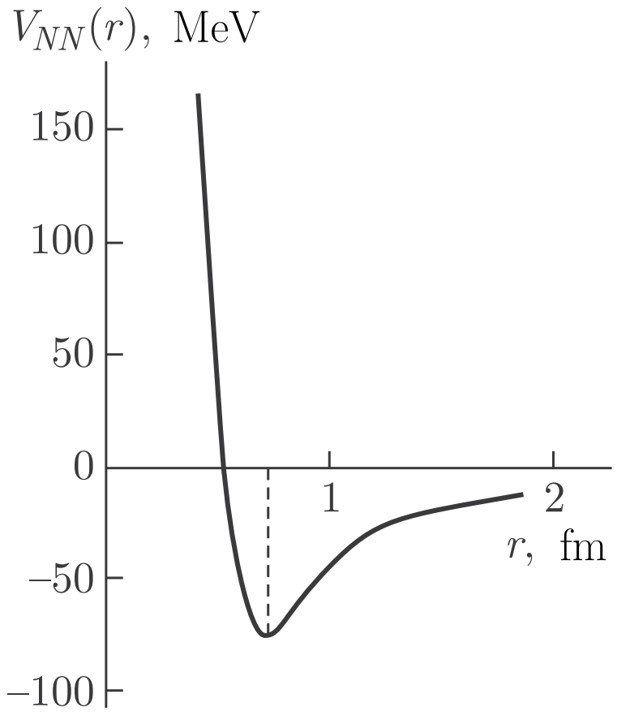
Energie potentielle entre 2 nucléons en fonction de la distance : interaction résiduelle de l'interaction forte entre les quarks qui les composent

C'est l'archétype des forces résiduelles, car elle a été longtemps considérée comme interaction élémentaire entre les nucléons (voir force nucléaire) avant que l'on établisse que le proton et le neutron sont des particules composites, constituées par des quarks liés par des gluons (voir plus haut).
L'interaction nucléon-nucléon est fortement répulsive en dessous de 0,5 fermi, car le principe de Pauli interdit que les quarks -qui sont des fermions- occupent les mêmes états quantiques ; elle est attractive autour de 1 fermi, distance moyenne entre les quarks confinés ; elle s'annule très vite en raison de la portée limitée de l'interaction entre quarks.

### Les interactions résiduelles électromagnétiques
Elles sont à la base de la cohésion de la matière : de l'atome, des molécules et donc interviennent dans les processus chimiques et biochimiques. La plupart des systèmes macroscopiques à l'équilibre sont globalement électriquement neutres, car très vite les charges négatives et positives s'équilibrent (effet d'écran) : dans un atome la charge positive des protons équilibre celle négative des électrons ; une molécule -non ionisée- est neutre : comment expliquer la stabilité d'une molécule constituée d'atomes électriquement neutres ?

#### Les forces de type van der Waals

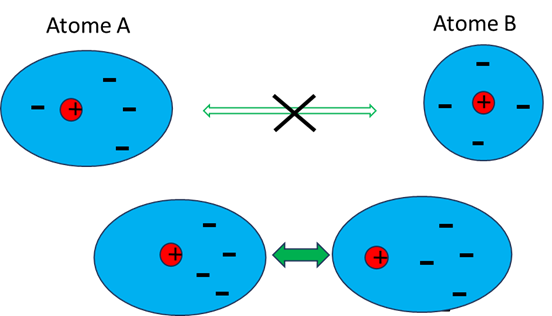
Illustration d'une force de van der Waals entre un atome (A) dont le nuage électronique (en bleu) n'est pas uniforme autour du noyau (rouge). Il crée un champ électrique qui déforme le nuage électronique de B ; il en résulte une interaction de type dipolaire.

Les charges électriques des constituants d'un système globalement neutre peuvent soit statiquement, soit sous l'influence d'un autre système proche, ne pas être uniformément réparties dans l'espace. cela se traduit par la création d'un moment dipolaire, source d'un champ de force à très courte portée (force décroissante en {\displaystyle 1/r^{7}}) dit de van der Waals.
Selon que le moment dipolaire est permanent ou induit par un autre moment voisin, on distinguera les forces de Keemson (entre 2 dipôles permanents), les forces de Debye (un dipôle permanent induit un moment dipolaire dans un autre système) et les forces de London (entre 2 dipôles induits).

#### Les liaisons covalentes

Illustration de la liaison covalente de la molécule d'eau

De nature différente et d'origine quantique, les liaisons covalentes relient 2 atomes qui mettent en commun un ou plusieurs électrons pour compléter l'occupation de leurs couches de valence (les plus externes). Elles sont liées aux propriétés des orbitales des électrons dans le champ électrique du noyau.
Par exemple, dans la molécule de l'eau {\displaystyle {\ce {H_2O}}}, il manque 2 électrons dans la couche de valence de l'oxygène, alors que chaque molécule d'hydrogène a un électron isolé sur sa couche de valence.
D'autres types de forces de liaison moléculaires dérivent des liaisons covalentes, comme la liaison hydrogène.